# 盤龍江 (滇池)
盘龙江又名滇池河，是云南省昆明市的一条河流，发源于嵩明县梁王山西麓的白沙坡，上游也叫牧羊河，在盘龙区松华街道注入松华坝水库，后由北向南流经昆明市区，最终在官渡区六甲街道洪家大村附近流入滇池，被昆明市民称为昆明的母亲河。盘龙江全长108公里，流域面积847平方公里，平均流量7.17立方米/秒，年径流量2.75亿立方米，松华坝水库以上河段平均宽8米，以下平均宽35-40米，松华坝水库以下河段由人工改直。2005年昆明市区四个区（五华区、盘龙区、官渡区、西山区）重新划分时，盘龙江被作为东西分界线，得胜桥是昆明市主城四区的交界点。

## 桥梁
盘龙江上共有51座桥梁，从源头到河口依次为：龙川桥、幸福桥、神龙桥、大花桥、鱼龙桥、翠龙桥、巨龙桥、北仓桥、飞龙桥、蟠龙桥、昇龙桥、霖雨路桥、霖雨桥、吴上村老桥、吴上村新桥、金色大道、跃龙桥、马村桥、官房桥、环北桥、敷润桥、圆通桥、桃源捌角桥、博润桥、南太桥、宝尚桥、得胜桥、小人桥、双龙桥、环南桥、永安桥、永平桥、官南立交桥、南坝桥、新建未命名、锦苑桥、乘龙桥、谷昌桥、博汇桥、向日葵忠字桥（陈家营）、广福路跨江桥、向日葵忠字桥（张家庙）、小钢桥（张家庙）、向日葵忠字桥（叶家村）、向日葵忠字桥（严家村）、向日葵忠字桥（金家社区梁家村）、小钢桥（梁家村）、向日葵桥（金家村）、环湖路桥、洪闸桥。
元朝初期，赛典赤·赡思丁曾率人整治盘龙江，盘龙江上最早的龙川桥建于公元1280年前，相传为瞻思丁修建。

## 资料来源
1. ↑   (地图). 1:450,000. 星球地图出版社: 16-17. 1月. ISBN 978-7-5471-1018-8.
2. 1 2   (地图). 云南科技出版社. 2016. CSBN 175416·208.
3. ↑  牛汝辰. . 北京: 哈尔滨地图出版社. 1995年3月: 168. ISBN 7-80529-266-3.
4. 1 2  . 昆明信息港. 2015-07-24  [2017年7月1日]. （原始内容存档于2015年9月9日）.
5. ↑  陶犁. . 北京: 旅游教育出版社. 2008年4月: 13. ISBN 978-7-5637-1451-3.